# Club Athletico Paulistano
O Club Athletico Paulistano é um clube poliesportivo brasileiro sediado na cidade de São Paulo. Fundado no ano de 1900, está situado no Jardim América, bairro nobre da capital paulista.
Teve como primeira sede o antigo Velódromo Paulista, localizado na Rua da Consolação, época na qual o futebol era a principal modalidade praticada pelo clube. Conhecido pelas cores branca e vermelha, o Paulistano conquistou 11 títulos do Campeonato Paulista de Futebol ao longo de três décadas. Após se tornar o único clube paulista campeão estadual quatro vezes seguidas, também foi o primeiro clube brasileiro a conquistar um torneio nacional oficial, o Campeonato Brasileiro de Clubes Campeões da CBD, em 1920, e também o primeiro a excursionar pela Europa, em 1925.
Contudo, o clube se recusava a aderir a profissionalização que ocorria com o futebol paulista, e departamento de futebol no início da década de 1930, ocasionando na dissidência de diretores e atletas do departamento de futebol, dos quais se uniram a Associação Atlética das Palmeiras, nascendo dessa fusão entre as duas equipes o atual São Paulo Futebol Clube. Desde então, o clube passou a investir em outras modalidades consideradas por muitos anos no país como amadoras, por exemplo, o atletismo, a natação, basquetebol e o voleibol.
Atualmente, o basquete é a principal modalidade dentro do clube, que conquistou 1 campeonato brasileiro em 2018, além de 2 vices em 2014 e 2017.

## História
No dia 30 de novembro de 1900, um grupo de jovens se reuniu na Rotisserie Sportsman, terceiro edifício dos famosos Palacetes Prates, na Rua São Bento, com o objetivo de criar um novo clube esportivo. A ideia era que a nova instituição pudesse ser frequentada por famílias brasileiras e também introduzir no país a cultura de valorização da educação física.
Nesta reunião estavam presentes amigos e parentes dos irmãos Martinico e Antônio da Silva Prado, um dos responsáveis pela criação do Velódromo Paulista em 1895, que ficava dentro dos limites da antiga chácara de propriedade de dona Veridiana Prado, sua avó, que decidiu alugar o terreno por 250 mil réis mensais. Assim, uma vez discutidos e aprovados os estatutos, foi fundado oficialmente o Club Athletico Paulistano em 29 de dezembro de 1900.
No ato de sua fundação, estiveram reunidos apenas 59 homens, e durante vários anos, o clube foi exclusivamente masculino. Em 1903, o número de sócios já havia crescido consideravelmente, chegando a 159, e depois ultrapassando os 200. O primeiro presidente do CAP foi o jornalista Bento Pereira Bueno (1900-1902), que foi também secretário do interior (1900-1906) em dois governos estaduais sucessivos, o de Rodrigues Alves e o de Bernardino de Campos.

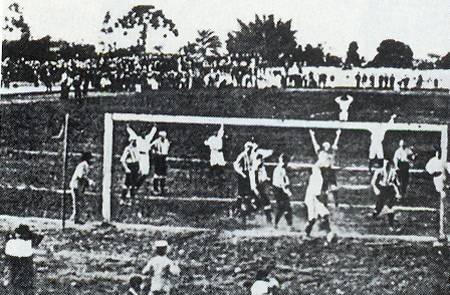
São Paulo Athletic Club e Club Athletico Paulistano na final do Campeonato Paulista de 1902 (2x1), primeiro estadual jogado no Brasil.

Era comum que os clubes de São Paulo fundados no fim do século XIX e no começo do século XX fossem poliesportivos, mesclando as mais diversas modalidades, individuais ou coletivas. E o Paulistano não seria diferente. Entre os esportes que os sócios do CAP passaram a praticar estavam o ciclismo, a pelota basca e ginástica. Mas a primeira modalidade que de fato ganhou destaque foi o futebol.
Depois de 80 anos, o Paulistano ainda tem números no futebol que não foram ultrapassados. Até hoje, com 11 troféus, é o quinto time que conquistou mais títulos do Campeonato Paulista, atrás apenas de Corinthians, Santos, Palmeiras e São Paulo. Também segue sendo a única equipe paulista a conseguir o feito de ser tetra-campeã em anos consecutivos (1916, 1917, 1918 e 1919).
Em 1905, graças às bilheterias dos jogos de futebol e aos empréstimos de sócios, o CAP iniciou reformas em sua sede. O estádio foi reinaugurado em 30 de abril, contando com novos vestiários e arquibancadas pintadas em vermelho e branco, as cores do clube. Foram construídos também um frontão para o jogo de pelota e quatro novas quadras de tênis.

Após a morte de Veridiana da Silva Prado, proprietária do Velódromo Paulista, em 11 de julho de 1910, seus herdeiros anunciaram a venda do estádio e o terreno foi comprado pelo Banco Italiano, que pretendia abrir uma rua no local e loteá-la. O CAP manteve o arrendamento do velódromo com o novo proprietário até o final de 1915, quando foi anunciado que ele seria demolido para a criação da rua Nestor Pestana.

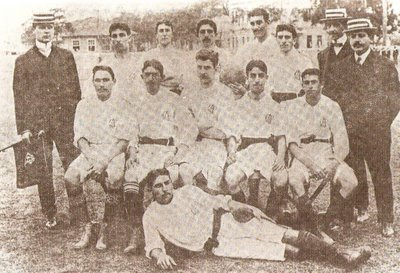
O C.A. Paulistano na inauguração do estádio do Fluminense-RJ (1904)

Precisando de uma nova sede, o clube encontrou um local no Jardim América, bairro ainda em formação, na Rua Augusta, 541. O então prefeito de São Paulo, Washington Luís contribuiu com a mudança, calçando a Rua Augusta para facilitar o acesso. Linhas de bonde também foram modificadas pela Light, empresa responsável, para que os passageiros chegassem mais rápido ao local, em cerca de 18 minutos. Assim, foi surgindo de fato o Jardim América, que passou a ser conhecido como bairro do Paulistano.
As obras foram oficialmente concluídas em 29 de dezembro de 1917. A inauguração da nova sede teve a  presença do então prefeito e futuro presidente Washington Luís, do governador do estado de São Paulo, o Altino Arantes, e do poeta Olavo Bilac, que hasteou a bandeira do clube.
A mudança de ares foi benéfica para o CAP. Já em 1916, o número de sócios aumentou para 398. Ao final do ano seguinte, já inaugurada a nova sede, eram 760 sócios, número que chegou a 1476 em 1920. Além disso, o Paulistano apostou também em novos objetivos, visando promover não só o esporte, mas a vida social.
O conforto dos sócios será igualmente procurado com o desenvolvimento de um ambiente social o mais agradável, de maneira que o Club Athletico Paulistano seja não somente o club de um sportman de todos os sports e ainda não só de sports, como também de uma vida social que, por sua natureza, ofereça regalias aos membros de qualquer idade ou sexo. Assim, para os menores, filhos ou parentes dos srs. sócios pensa a diretoria em organizar o ensino metódico e racional de ginástica sueca, danças, efetivos de escoteiros, festas, conferência, jogos, etc. Para os sócios maiores, é nosso intento, além dos sports mencionados, organizar a instrução militar e os exercícios de tiro. Enfim, para os nossos associados não incluídos nessas categorias, procuraremos, além das comodidades existentes na sede social, realizar bailes, concertos, conferências, etc., esperando por esse modo contemplar os aspectos da nossa vida íntima, com um ambiente que reúna ao conforto das instalações e das regalias nelas proporcionas, a vantagem de se tornar o Club Athletico Paulistano um centro de cultura e aperfeiçoamento dos costumes.
Atualmente, o clube possui 38 modalidades esportivas e cursos, como basquete, badminton, esgrima e aula de funcional e aerobike. A sede conta com um grande parque aquático, 13 quadras de tênis e um campo de futebol, além de uma escola infantil, restaurantes, cinema, salas de jogos, academia e salão de beleza.

### Futebol
O Paulistano nasceu como um clube poliesportivo e inclusive demorou a aceitar a inclusão do futebol nas atividades do clube. E a história de como ela aconteceu é curiosa. Em 1901, três sócios do clube (há discordância quanto ao nome de um deles: Clovis Glycerio ou Olavo de Barros, além de Renato Miranda e Silvio Penteado) foram assistir a uma partida de futebol entre o Mackenzie College e o Sport Club Internacional (SCI).
Os três encontraram um conhecido, Ibanez Salles, meia-direita do time da Associação Athletica Mackenzie College (AAMC), que sugeriu a introdução da modalidade no C.A. Paulistano. A ideia foi de fato levada ao clube, mas não foi para frente pela falta de interesse dos sócios. Meses mais tarde, no final daquele mesmo ano, Ibanez encontrou novamente os mesmos amigos no campo do São Paulo Athletic Club e insistiu  na proposta. E desta vez, surtiu efeito e os treinos foram iniciados do Velódromo Paulista.

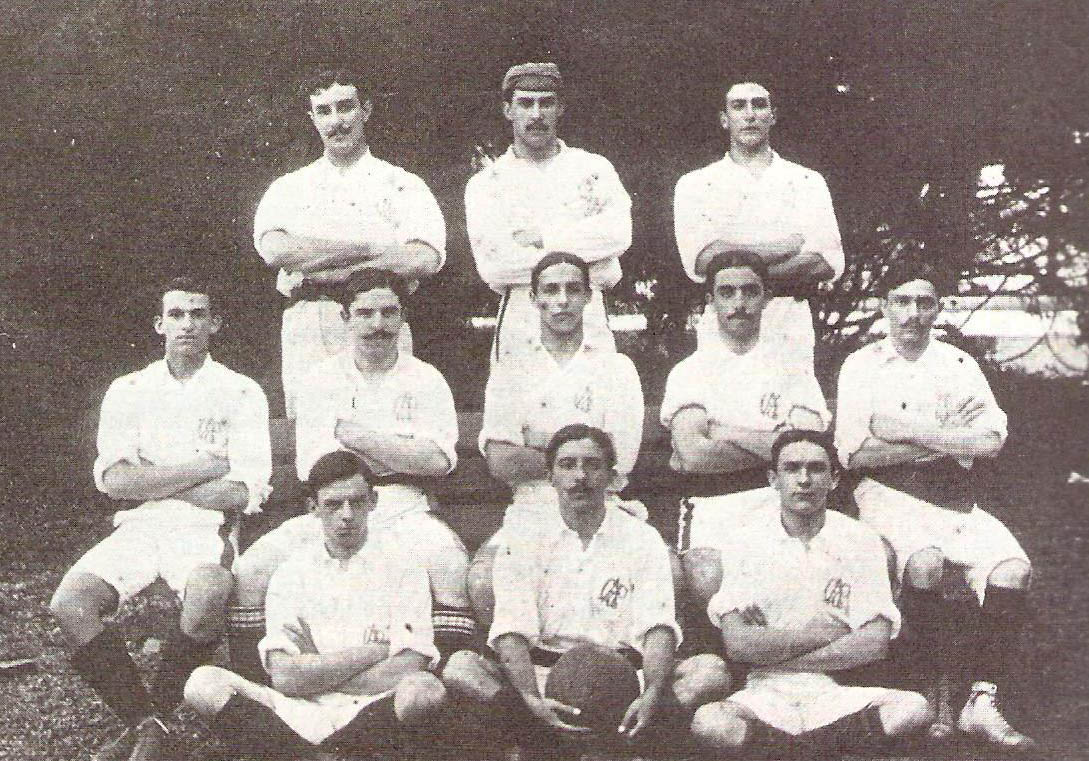
Time do futebol do Paulistano em 1905, quando conquistou o Campeonato Paulista pela primeira vez

E não tardou para o futebol começar a fazer sucesso. No início da modalidade no país, as partidas eram disputas apenas entre sócios da mesma agremiação. Com o tempo, clubes diferentes começaram a se enfrentar entre si e dessa forma, em 13 de dezembro de 1901, foi fundada da Liga Paulista de Football, idealizada por Antônio Casimiro da Costa. E em maio de 1902, São Paulo Athletic Club (1888), Associação Athletica Mackenzie College (1898), Sport Club Internacional (1899), Sport Club Germania (1899) e Club Athletico Paulistano (1900) deram início ao primeiro campeonato organizado do Brasil.
Um dos grandes feitos do Paulistano na esfera do futebol foi a sua excursão pela Europa realizada em 1925, a primeira viagem oficial de um clube brasileiro ao velho continente, que foi organizada pelo então presidente e do clube, Antônio da Silva Prado Filho, diretamente com a Federação Francesa de Futebol. Além do feito inédito, o desempenho do time em terras estrangeiras foi notável. A delegação, composta por 21 jogadores, sendo quatro destes emprestados por outros clubes, disputou dez jogos em três países diferentes (Portugal, Suíça e Espanha), vencendo nove deles e perdendo apenas um.

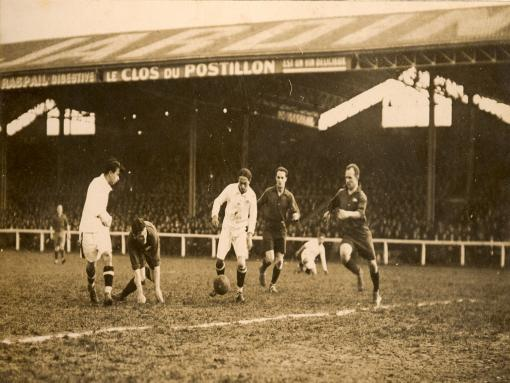
Um dos grande nomes do futebol do CAP, Friedenreich jogando contra o Stade Français em 1925

Abaixo, os placares de todos os confrontos:
- 15 de março de 1925 (Paris) – Paulistano 7 x 2 Selecionado da França

- 22 de março de 1925 (Paris) – Paulistano 3 x 1 Stade Français

- 28 de março de 1925 (Cette) – Paulistano 0 x 1 Cette

- 2 de abril de 1925 (Bordeaux) – Paulistano 4 x 0 Bastidienne

- 4 de abril de 1925 (Havre) – Paulistano 2 x 1 Havre/Normandie XI

- 10 de abril de 1925 (Strasbourg) – Paulistano 2 x 1 Strasbourg

- 11 de abril de 1925 (Berna) – Paulistano 2 x 0 Auto Tour

- 13 de abril de 1925 (Zurich) – Paulistano 1 x 0 Seleção da Suíça

- 19 de abril de 1925 (Rouen) – Paulistano 3 x 2 Rouen

- 28 de abril de 1925 (Lisboa) – Paulistano 6 x 0 Selecionado de Portugal (Neste jogo, o Paulistano precisou deixar o campo 15 minutos antes do apito final para não perder o navio de retorno ao Brasil.[25][27])

Com o tempo, o futebol foi se consolidando no Brasil. No entanto, o que antes havia começado como um esporte aristocrático, disputado pelas elites, passou a ver o crescente interesse e a progressiva entrada de pessoas de classes mais baixas. Assim, apesar da popularização do futebol, clubes de São Paulo e do Rio de Janeiro não viam com bons olhos a profissionalização da modalidade, já que jogadores de origem rica não precisavam de remuneração. Contudo, a popularidade cada vez maior do futebol e a pressão das torcidas por vitórias obrigou os diretores dos clubes contratarem "bons jogadores", o que acarretou na presença de jogadores que não pertenciam à elite.
Em 1926, o Club Athletico Paulistano foi o grande pivô da discussão sobre amadorismo e o profissionalismo, ou o chamado "profissionalismo marrom", prática usual na década de 1920, que garantia o pagamento de gratificações aos jogadores vindos de classes populares.  Assim, defendendo o amadorismo puro e a elitização do esporte, o CAP se tornou dissente da Associação Paulista de Esportes Atléticos (Apea) e fundou a Liga de Amadores de Futebol (LAF) . Entre os anos de 1926 e 1929, aconteceram duas versões do Campeonato Paulista, uma de cada entidade.
Porém, a LAF durou pouco, não obtendo reconhecimento oficial da Confederação Brasileira de Desportos (CBD). Dessa forma, em 1930 o estadual foi reunificado, já com a iminente profissionalização. Assim, em 8 de janeiro de 1930, o Paulistano encerrou as atividades da LAF e optou por fechar seu departamento de futebol.
Em 1958, foi inaugurado um novo campo de futebol do CAP, estando presentes no evento as equipes amadora e profissional e o presidente do São Paulo Futebol Clube, Laudo Natel, e o vice-presidente da Confederação Brasileira de Desportos, Paulo Machado de Carvalho.
Em 15 de janeiro de 2000, o São Paulo FC jogou o primeiro tempo do jogo contra o Avaí, válido pelo torneio amistoso Constantino Cury, com uma camisa branca retrô em homenagem ao centenário do Club Athletico Paulistano.

### Outras modalidades

#### Atletismo
Com a crise do futebol no clube, essencialmente a partir de 1926 (ver acima), o Paulistano passou a investir mais em outras modalidades. O atletismo, por exemplo, esteve presente no clube desde o início. Mas foi em 1923 que o CAP construiu uma pista de carvão cook no club, a primeira e então mais moderna na América Latina. Foi também o fundador da Federação Paulista de Atletismo, o que impulsionou a prática da modalidade. Grandes nomes passaram pelo Paulistano, como Celso Dori, poli atleta que chegou a ganhar medalhas no Campeonato Sul-Americano no Uruguai.

#### Natação
Na mesma época, em 1926, o CAP construiu a primeira piscina em São Paulo. A inauguração contou com a presença do presidente da República, Washington Luís e chamou a atenção da imprensa paulista, que julgou o fato como um grande progresso dos esportes aquáticos de São Paulo e do Brasil. A natação, inclusive, deu bastantes frutos ao Paulistano, tendo conquistado as duas primeiras edições do tradicional Troféu Maria Lenk, em 1962 e 1963.
O jornal “O Estado de S. Paulo” publicou reportagens com o movimento dos primeiros nove dias de uso do parque aquático, divulgando o número de 917 homens e 227 mulheres banhistas, ressaltando o interesse que a piscina despertara, e a contratação de uma professora de educação física para dar aulas para as senhoras e crianças

#### Tênis

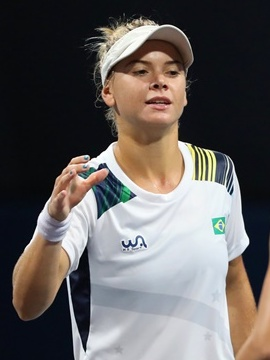
Laura Pigossi durante os Jogos Olímpicos Tóquio 2020

Outra modalidade de destaque foi o tênis, reunindo em sua história nomes como: Nelson Cruz, um dos convocados do Brasil na primeira participação do país na Copa Davis; Armando Vieira, um dos primeiros a ir para o exterior e importar técnica estrangeiras para o tênis brasileiro; Cecy Carvalho, campeã paulista e brasileira, e capitã da equipe de elite do CAP por treze anos consecutivos e Laura Pigossi que é socia do clube e ao lado de Luisa Stefani conquistou, nos Jogos Olímpicos Tóquio 2020, a primeira medalha olímpica no Tênis para um atleta ou dupla de atletas do Brasil. Além disso, Pigossi iniciou sua formação no tênis treinando no Paulistano.

#### Basquete
Hoje, o grande destaque do clube é o basquete. A modalidade foi instituída no clube ainda nos primeiros trinta anos desde sua fundação e o primeiro título conquistado foi o Campeonato Paulistano de 1944. Na década de 1990, porém, o clube passou por uma má fase e acabou ficando de fora da elite do basquete, disputando a divisão de acesso. Em 2003, a quinta colocação no Paulista rendeu o ingresso no Campeonato Nacional. Na primeira participação no torneio, a equipe terminou em 14º lugar. Dois anos depois, em 2005, chegou pela primeira vez aos playoffs, sendo eliminado nas quartas de final.
Desde então, o basquete no CAP só cresceu. Em 2012, o time disputou pela primeira vez um torneio internacional: o Torneio Interligas, terminando na oitava posição. No Paulista de 2013, o Paulistano conquistou seu terceiro vice-campeonato. Na temporada 2013/14 do NBB, a equipe também foi vice-campeã. No ano de 2015, disputou pela primeira vez a Liga das Américas, terminando na décima segunda posição. A quinta colocação obtida no NBB 2015-16 credenciou o time a disputar pela primeira vez a Liga Sul-Americana.
Mais uma vez, na edição 2016/17 do NBB, o time ficou em segundo lugar. Em 2017, porém, depois de bater tanto na trave, enfim conquistou um título: o Paulista, ao bater o Franca. Ainda na temporada 2017/18, o clube chegou a outra final, dessa vez do NBB se sagrou campeão brasileiro pela primeira vez, superando o Mogi. No Campeonato Paulista de 2018, o clube alvirrubro chegou novamente à decisão, reeditando a final do ano anterior contra o Franca, mas desta vez, ficou com o vice-campeonato.

#### Voleibol

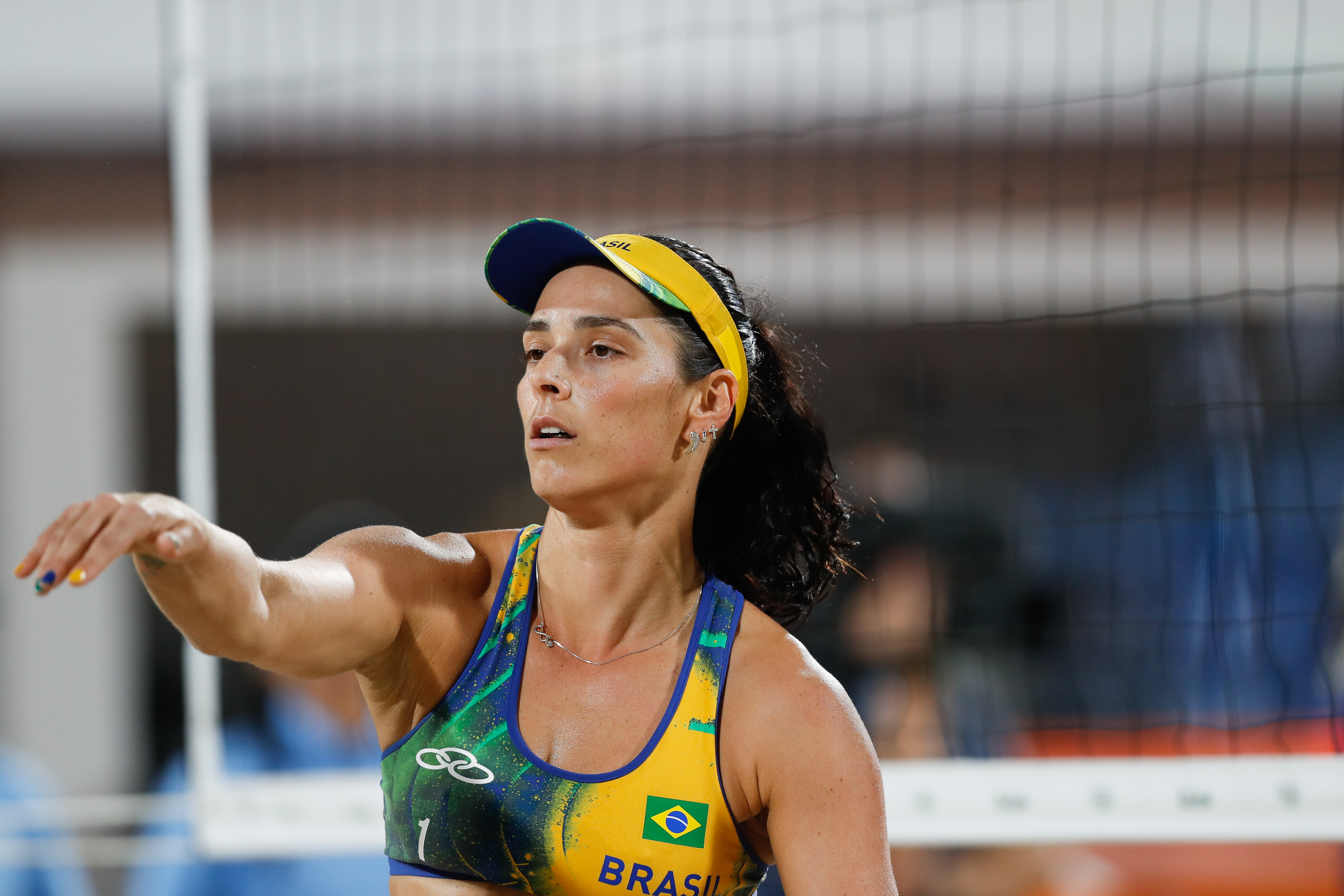
Ágatha Bednarczuk

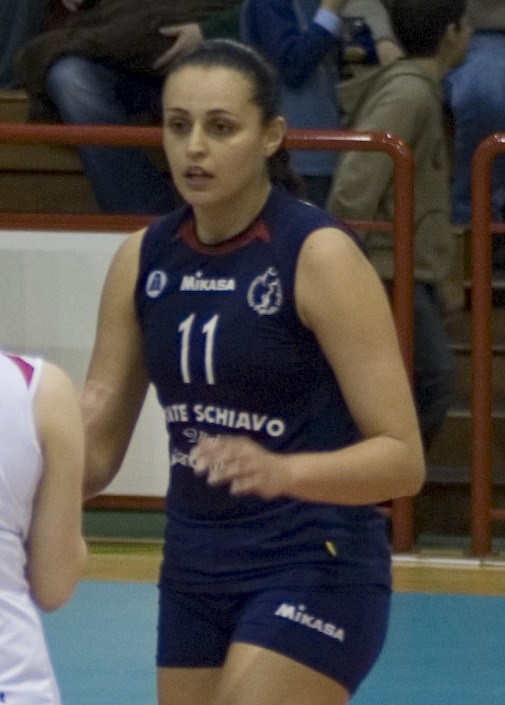
Marcelle

No departamento de voleibol feminino obteve vários títulos, como o bicampeonato paulista nos de 1973 e 1974, ficando com os vice-campeonatos nos anos de 1975 e 1976, novo bicampeonato nos anos de 1977 e 1978, o vice em 1979, conquistando tricampeonato nos anos de 1981, 1982 e 1983, depois mais uma segundo lugar em 1984, após anos fora do estadual, retorna em 2006, terminando com o terceiro lugar, na ocasião fizeram parceria com o Minas Tênis Clube, disputando também a Copa São Paulo e no Campeonato Paulista de 2006, e utilizou a alcunha de Fiat/Paulistano. Nas categorias de base formou atletas como Irena Figerova Hunka que esteve no título invicto paulista de 1982, época do patrocínio pela Transbrasil Linhas Aéreas, cujo técnico era Josenildo de Carvalho, time era capitaneado pela levantadora Ivonete das Neves, além das atletas citadas tinham: Joercy Buccieri, Ida, Roseli, Anik das Neves, Rosana Naggar, Elaine Ribeiro, Adriana Germer, Sílvia Montanarini, Patrícia Rothstein e Ana Lúcia de Camargo e chegando a primeira final do Campeonato Brasileiro de 1982 e sagrando-se campeãs diante da Pirelli e voltando a disputar a final nacional em 1985 terminando com vice-campeonato diante da Supergasbras.
O vôlei feminino do CAP ainda fez história ao conquista a primeira medalha de ouro no Campeonato Sul-Americano de Clubes de 1973 em Medellín diante do time argentino GEBA e a medalha de prata na edição de 1983 perdendo para o time peruano Deportivo Power, um de suas maiores estrelas foi Fernanda Emerick que ingressou na categoria infantil, depois  juvenil e até ser titular no time adulto, também atuou pelo clube Lenice Peluso e Stela Santos Nascimento. Em 1997 o patrocinador do time feminino era a Davene.
O histórico do departamento masculino também logrou muitos êxitos, foi vice-campeão Paulista em 1955 depois foi campeão do Campeonato Paulista em 1973, sucessivamente vice-campeão nos anos de 1974, 1975 e 1976, sagrando-se tetracampeão nos anos de 1977, 1978, 1979 e 1980, mais dois vice-campeonatos em 1982 e 1984, na primeira edição do Campeonato Brasileiro em 1976 obteve o vice-campeonato ao perder para o Botafogo e obtendo seu único título nacional em 1978 vencendo o Flamengo.
Na mais importante competição continental, repetiu o feito feminino na edição do Campeonato Sul-Americano de Clubes de 1973 também em Medellín, quando venceu o time venezuelano do Club Miranda, conquistando o segundo ouro na edição de 1976 em Buenos Aires, derrotando o Scholem Aleijem, obtendo o vice-campeonato em 1977 em São Paulo para o Botafogo, e conquistou o tricampeonato na revanche ocorrida na edição de 1978 em Chuquicamata, o tetracampeonato continental diante do Flamengo em 1979 em São Paulo, o pentacampeonato diante do Ferro Carril Oeste em Santo André no ano de 1980, e na mesma cidade obteve o bronze na edição de 1981 ao derrotar o Sport Club Venezuela.
Entre os atletas revelados nas categorias de base estão: Diogo de Andrade Silva, Giovanni Baliana das Chagas, o levantador Rodrigo de Gennaro Leme, Ana Maria Volponi, Dóris Maehler, Marcelle, Cassia Weibel, e a jogadora de vôlei de praia Ágatha Bednarczuk.

##### Flor de Ypê/Paulistano/Barueri (2024–)
Em outubro de 2024, o Paulistano retornou ao voleibol profissional, fechando uma parceria com o Barueri, equipe que disputa a a Superliga Feminina e o Campeonato Paulista.

## Museu
Com quase 120 anos de histórias, o Paulistano mantém em sua sede, desde de 1984, um pequeno museu aberto aos sócios. O Centro Pró-Memória possui acervo com documentos, fotos, reportagens e centenas de troféus.

## Títulos
| NACIONAIS      | NACIONAIS                                | NACIONAIS | NACIONAIS                                                         |
|                | Competição                               | Títulos   | Temporadas                                                        |
| -------------- | ---------------------------------------- | --------- | ----------------------------------------------------------------- |
|                | Campeonato Brasileiro de Clubes Campeões | 1         | 1920                                                              |
| INTERESTADUAIS |                                          |           |                                                                   |
|                | Competição                               | Títulos   | Temporadas                                                        |
|                | Taça Ioduran                             | 1         | 1918                                                              |
| ESTADUAIS      |                                          |           |                                                                   |
|                | Competição                               | Títulos   | Temporadas                                                        |
|                | Campeonato Paulista                      | 11        | 1905, 1908, 1913, 1916, 1917, 1918, 1919, 1921, 1926, 1927 e 1929 |
|                | Torneio Início Paulista                  | 2         | 1924 e 1926                                                       |

 Campeão Invicto